# Бондаренко Любов Іванівна
Любов Іванівна Бондаренко (?, Одеська область — ?) — українська радянська діячка, новатор сільськогосподарського виробництва, доярка колгоспу імені Шевченка Великомихайлівського району Одеської області. Член ЦК КПУ у вересні 1961 — березні 1966 року.

## Біографія
Народилася в селянській родині.
У 1950-х — 1960-х роках — доярка колгоспу імені Шевченка Великомихайлівського району Одеської області.
Досягала високих надоїв молока. У 1959 році виступила інціатором соціалістичного змагання у Великомихайлівському районі за виконання планів семирічки по виробництву молока. За 1959 рік одержала по 3607 кілограмів молока на фуражну корову.
Член КПРС з 1960 року.

## Нагороди
- ордени
- медалі